# Liberty Christian Academy
Die Liberty Christian Academy (LCA, gegründet als Lynchburg Christian Academy) ist eine private christliche Schule in Lynchburg im US-Bundesstaat Virginia. Die Schule wurde im Jahr 1967 von dem Baptistenprediger Jerry Falwell als ein Projekt der Thomas Road Baptist Church und als eine Segregationsakademie gegründet. Sie ist vom Commonwealth of Virginia durch das Virginia State Board of Education, die Southern Association of Colleges and Schools und die Association of Christian Schools International als Bildungseinrichtung anerkannt. Die Akademie deckt die Zeit von der Vorschule bis zur Klasse 12 ab.

## Geschichte
Während der 1950er und 1960er Jahre äußerte sich Falwell und setzte sich gegen den Führer der Bürgerrechtsbewegung Martin Luther King Jr. und die Aufhebung der Segregation öffentlicher Schulsysteme durch die US-Regierung ein. Im Jahr 1966 führte er die Bemühungen an, eine „Privatschule für weiße Schüler zu gründen“, berichtete die Lynchburg News. Unter dem Namen Lynchburg Christian Academy wurde die Schule 1967 als Segregationsschule eröffnet. Falwell entwickelte sie als ein Projekt seiner Thomas Road Baptist Church.
Im Gegensatz zu vielen anderen segregierten Akademien, wurde die Schule zwei Jahre nach ihrer Eröffnung vollständig ethnisch getrennt. Der Historiker Seth Dowland sagte, dass Schulbeamte später versuchten, die Schule an Eltern zu vermarkten, die nicht allein durch den Wunsch motiviert waren, ihre Kinder von den rassisch integrierten öffentlichen Schulen fernzuhalten.
Im Jahr 1975 versuchte die Ford-Administration, den Segregations-Akademien ihre Steuerbefreiung zu verweigern, mit der Begründung, dass sie die Segregation aufrechterhielten. Im Jahr 1979 prangerte Falwell diese „Intervention gegen christliche Schulen“ an, die nun eine Politik der Carter-Administration war. Er gründete das politische Aktionskomitee Moral Majority, um den öffentlichen Protest der Katholiken gegen die legale Abtreibung in den Vereinigten Staaten zu unterstützen, so der Mitbegründer der Heritage Foundation, Paul Weyrich.
Im Jahr 2005 wurde die Lynchburg Christian Academy neben die Liberty University verlegt und in Liberty Christian Academy umbenannt.

## Sportliche Erfolge
Das Footballteam der Liberty Christian Academy hat zwischen 2004, als Frank Rocco Cheftrainer wurde, und 2013 eine Bilanz von 85:6, vier Landesmeisterschaften und acht Konferenzmeisterschaften gewonnen. Zu den ehemaligen Mitgliedern des Teams gehören Rashad Jennings (Pittsburgh-Liberty-Jacksonville Jaguars) und Bobby Massie (Ole Miss-Arizona Cardinals-Chicago Bears).